# 金原瑞人
金原 瑞人（かねはら みずひと、1954年（昭和29年）11月29日 - ）は、日本の翻訳家・児童文学研究家。法政大学社会学部教授。学位は、文学修士（法政大学）。芥川賞作家金原ひとみの実父。

## 人物
大学時代は、大久保博、犬飼和雄に師事。鏡 美香名義でハーレクイン・ロマンスを翻訳して、翻訳家デビュー。また、1984年（昭和59年）から犬飼主催の海外の児童文学を紹介する同人誌「海外児童文学通信」を編集刊行。
英語圏のヤング・アダルト小説の翻訳を多数行い、大学同窓の赤木かん子とともに、「ヤング・アダルト」概念の確立に貢献。
1980年代後半からバベル翻訳・外語学院で翻訳講座を担当し、斎藤倫子、渡邊了介、佐藤弓生、宮坂宏美らを育てる。
また、1989年（昭和64年/平成元年）に見学したアイオワ大学の創作ゼミに触発され、法政大学社会学部で小説創作ゼミを開講した。このゼミは古橋秀之、秋山瑞人、早矢塚かつや、志瑞祐、瑞嶋カツヒロ、高野小鹿、山岡ミヤらの小説家を輩出し、実娘であるひとみも受講経験を持つ。小説家以外にも、コントユニット「夜ふかしの会」の構成作家・岡田幸生と内田崇文や、歌人の藤本玲未なども輩出している。
講談社児童文学新人賞の選考委員もつとめた。2015年（平成27年）、第一回日本翻訳大賞選考委員。

## 略歴
岡山県出身。
1993年『地球を救おう』（ベティ・マイルズ、ほるぷ出版）で第40回産経児童出版文化賞を受賞。

## 著書
- 『大人になれないまま成熟するために 前略。「ぼく」としか言えないオジさんたちへ』（洋泉社、新書y） 2004
- 『翻訳家じゃなくてカレー屋になるはずだった』（牧野出版） 2005、のちポプラ文庫 2009
- 『翻訳のさじかげん』（ポプラ社） 2009
- 『サリンジャーに、マティーニを教わった』（潮出版社） 2015年
- 『翻訳エクササイズ』（研究社）2021
- 『翻訳ワークショップ』（研究社）2025

### 共著
- 『YA読書案内』（赤木かん子, 佐藤涼子, 半田雄二、晶文社）

### 監修
- 『12歳からの読書案内』（すばる舎）
- 『12歳からの読書案内 - とれたて! ベストセレクション』（すばる舎）

### 編集
- 『みじかい眠りにつく前に - 金原瑞人YAセレクション』 1 - 3 （ジャイブ）

## 翻訳
- 『さよならピンコー』（コリン・シール、ぬぷん児童図書出版） 1986
- 『キング牧師  わたしには夢がある』（ナイジェル・リチャードソン、佑学社） 1987
- 『アメリカの歴史』（日本英語教育協会） 1988
- 『異聞蝶々夫人 ピンカートンの性の回想』（パウル・ラーヴェン、マガジンハウス） 1989
- 『ジャングル・ブック オオカミ少年モウグリの物語』（キップリング、偕成社文庫） 1990
- 『ブラック・スワン』（クリストファー・ホープ、福武書店） 1990
- 『魔女の丘』（ウェルウィン・W・カーツ、斉藤倫子共訳、福武文庫） 1990
- 『トラヴィス』（S・E・ヒントン、原生林） 1991
- 『ぼくが死んだ朝』（ロバート・コーミア、扶桑社、扶桑社ミステリー） 1991
- 『地球を救おう 活動マニュアル』（ベティ・マイルズ、ほるぷ出版） 1992
- 『Miko 小さな北の狩人』（ブルース・ダンハウアー、講談社） 1993
- 『12月の静けさ』（メアリー・ダウニング・ハーン、佑学社） 1993
- 『リンカン アメリカを変えた大統領』（ラッセル・フリードマン、偕成社） 1993
- 『カラスとイタチ』（バリー・ロペス、アスラン書房） 1993
- 『18番目の大ピンチ』（B・バイアーズ、あかね書房） 1993
- 『ぼくとバジル』（ロージー、ほるぷ出版） 1994
- 『バジルとともだち』（ロージー、ほるぷ出版） 1994
- 『いつもいっしょ』（ケビン・ヘンクス、あすなろ書房） 1994
- 『ぼくのどーつぶ』（ローナ・バリアン、アスラン書房） 1994
- 『宝島』（ロバート・ルイス・スティーブンソン、偕成社文庫） 1994
- 『幽霊の恋人たち サマーズエンド』（アン・ローレンス、偕成社）
- 『青い馬の少年』（ビル・マーティン Jr., ジョン・アーシャンボルト、アスラン書房） 1995
- 『リスの王国 ミンクテイルたちの森』（ジャネット・テイラー・ライル、講談社） 1995
- 『つるつるしわしわ としをとるおはなし』（バベット・コール、ほるぷ出版） 1996
- 『豚の死なない日』正・続（ロバート・ニュートン・ペック、白水社） 1996、のち白水Uブックス
- 『ここは冬の北極』（マデリン・ダンフィ、アスラン書房） 1996
- 『ウルティマ、ぼくに大地の教えを』（ルドルフォ・アナヤ、草思社） 1996
- 『イヴの物語』（ペネローピ・ファーマー、トパーズプレス、シリーズ百年の物語)  1996
- 『モルグ街の殺人事件』（エドガー・アラン・ポー、集英社） 1997、のち岩波少年文庫
- 『満たされぬ道』（ベン・オクリ、平凡社） 1997
- 『真夜中の電話』（ロバート・コーミア、扶桑社、扶桑社ミステリー） 1997
- 『バビロン行きの夜行列車』（レイ・ブラッドベリ、野沢佳織共訳、角川春樹事務所） 1998
- 『ハロウィンナー』（デーヴ・ピルキー、アスラン書房） 1998
- 『時の迷い子たち アルツハイマー病、希望と忘却の物語』（パトリック・マティアセン、早川書房） 1998
- 『自由をわれらに アミスタッド号事件』（ウォルター・ディーン・マイヤーズ、小峰書店） 1998
- 『見えざる神々の島』（ベン・オクリ、青山出版社） 1998
- 『ケニア』（アーネスト・ヘミングウェイ、アーティストハウス） 1999
- 『モデル・ビヘイヴィア』（ジェイ・マキナニー、アーティストハウス） 1999
- 『スウィート・メモリーズ』（ナタリー・キンシー＝ワーノック、金の星社） 1999
- 『世界を変えた野菜読本 トマト、ジャガイモ、トウモロコシ、トウガラシ』（シルヴィア・ジョンソン、晶文社） 1999
- 『逃れの森の魔女』（ドナ・ジョー・ナポリ、久慈美貴共訳、青山出版社） 2000
- 『アーサー王物語』（ジェイムズ・ノウルズ、偕成社文庫） 2000
- 『イルカの歌』（カレン・ヘス、白水社） 2000、のち白水Uブックス
- 『サラ、神に背いた少年』（J・T・リロイ、アーティストハウス） 2000
- 『タイムマシン』（H・G・ウェルズ、岩波少年文庫） 2000
- 『ルーム・ルーム』（コルビー・ロドースキー、金の星社） 2000
- 『正義をもとめて 日系アメリカ人フレッド・コレマツの闘い』（スティーヴン・A・チン、小峰書店） 2000
- 『テリーと海賊』（ジュリアン・F・トンプスン、田中亜希子共訳、アーティストハウス） 2001
- 『最後のひと葉』（オー・ヘンリー、岩波少年文庫） 2001
- 『フェイス』（ベンジャミン・ゼファニア、講談社） 2001
- 『カナリーズ・ソング』（ジェニファー・アームストロング、石田文子共訳、金の星社）  2001
- 『ゼブラ』（ハイム・ポトク、青山出版社） 2001
- 『ぼくたちが大人になれない、12の理由』（ラルフ・ブラウン、アーティストハウス） 2001
- 『世界でいちばん愛しい人へ 大統領から妻への最高のラブレター』（ロナルド・レーガン, ナンシー・レーガン、中村浩美共訳、PHP研究所） 2001
- 『サラ、いつわりの祈り』（J.T.リロイ、アーティストハウス） 2002
- 『なぜ、あの子は「友だちづくり」がうまいのか』（フレッド・フランクル、杉田七重, 西本かおる共訳、PHP研究所）
- 『神の創り忘れたビースト』（ジム・ハリスン、アーティストハウス） 2002
- 『わたしが私になる方法』（サリー・ワーナー、鈴木亜希子共訳、角川書店） 2002
- 『難民少年』（ベンジャミン・ゼファニア、小川美紀共訳、講談社） 2002
- 『ジャックと離婚』（コリン・ベイトマン、橋本知香共訳、東京創元社） 2002
- 『アンブラと4人の王子』（アン・ローレンス、偕成社） 2002
- 『ヴァイキングの誓い』（ローズマリー・サトクリフ、久慈美貴共訳、ほるぷ出版） 2002
- 『アースヘイヴン物語 ナタリーと魔法の呪文』（キャサリン・ロバーツ、角川書店） 2002
- 『物語に閉じこもる少年たち』（セオドア・アイザック・ルービン、林香織共訳、ポプラ社） 2002
- 『ニューヨーク145番通り』（ウォルター・ディーン・マイヤーズ、宮坂宏美共訳、小峰書店） 2002
- 『黄金の騎士フィン・マックール ケルト神話』（サトクリフ、久慈美貴訳、ほるぷ出版） 2003
- 『三つのお願い いちばん大切なもの』（ルシール・クリフトン、あかね書房） 2003
- 『テリーの恋』（アラン・ギボンズ、田中亜希子共訳、主婦と生活社） 2003
- 『ティモレオン センチメンタル・ジャーニー』（ダン・ローズ、アンドリュース・クリエイティヴ）、のち中公文庫
- 『9990個のチーズ』（ヴィレム・エルスホット、谷垣暁美共訳、ウェッジ） 2003
- 『サハラに舞う羽根』（A・E・W・メイスン、杉田七重共訳、角川文庫） 2003
- 『ホバート』（アニタ・ブリッグズ、金の星社） 2003
- 『ザスーラ』（クリス・バン・オールスバーグ、ほるぷ出版） 2003
- 『バッドボーイ』（ウォルター・ディーン・マイヤーズ、小峰書店） 2003
- 『死について! あらゆる年齢・職業の人たち63人が堰を切ったように語った。』（スタッズ・ターケル、野沢佳織, 築地誠子共訳、原書房） 2003
- 『ウィルフきをつけて!』（ジャン・ファーンリー、小峰書店） 2003
- 『宇宙のかたすみ』（アン・M・マーティン、中村浩美共訳、アンドリュース・クリエイティヴ） 2003
- 『キットの法』（ドナ・モリッシー、大谷真弓共訳、青山出版社） 2003
- 『ヒーラーズ・キープ』（ヴィクトリア・ハンリー、石田文子共訳、あかね書房） 2004
- 『スピーク』（ローリー・ハルツ・アンダーソン、主婦の友社） 2004
- 『ホエール・トーク』（クリス・クラッチャー、西田登共訳、青山出版社） 2004
- 『ジャッコ・グリーンの伝説』（ジェラルディン・マコーリアン、偕成社） 2004
- 『ちっちゃくたっておっきな愛』（ジーン・ウイリス、小峰書店） 2004
- 『シャバヌ 砂漠の風の娘』（スザンネ・ステープルズ、築地誠子共訳、ポプラ社） 2004
- 『タイドランド』（ミッチ・カリン、角川書店） 2004
- 『マンゴーのいた場所』（ウェンディ・マス、金の星社） 2004
- 『コンスエラ  7つの愛の狂気』（ダン・ローズ、野沢佳織共訳、アンドリュース・プレス） 2004、のち中公文庫
- 『臆病者と呼ばれても 良心的兵役拒否者たちの戦い』（マーカス・セジウィック、天川佳代子共訳、あかね書房） 2004
- 『ゼルダのママはすごい魔女』（ミッシェル・ヴァン・ゼブラン、小峰書店） 2004
- 『魔女ひとり』（ローラ・ルーク、小峰書店、魔女のえほん） 2004
- 『あたしもすっごい魔女になるんだ!』（ミッシェル・ヴァン・ゼブラン、小峰書店） 2004
- 『木曜日に生まれた子ども』（ソーニャ・ハートネット、河出書房新社） 2004
- 『人類最高の発明 アルファベット』（ジョン・マン、杉田七重共訳、晶文社） 2004
- 『クレイジー・ジャック』（ドナ・ジョー・ナポリ、小林みき共訳、ジュリアン） 2005
- 『追憶の夏 水面にて』（H・M・ヴァン・デン・ブリンク、扶桑社） 2005
- 『シャープ・ノース 少女ミラ、漂流する15歳』（パトリック・ケイヴ、大谷真弓共訳、カプコン） 2005
- 『世にも奇妙な動物たち エドガー&エレン 1』（チャールズ・オグデン、松山美保共訳、理論社） 2005
- 『フィード』（M・T・アンダーソン、相山夏奏共訳、ランダムハウス講談社） 2005
- 『四つの風、四つの旅』（ローニット・ガラーポ、舩渡佳子共訳、ソニー・マガジンズ） 2005
- 『トラウマ・プレート』（アダム・ジョンソン、大谷真弓共訳、河出書房新社） 2005
- 『シャバヌ ハベリの窓辺にて』（スザンネ・ステープルズ、築地誠子共訳、ポプラ社） 2005
- 『エイラ - 地上の旅人第四部 平原の旅』（ジーン・M・アウル、小林みき共訳、ホーム社） 2005
- 『かいじゅうぼく』（ジョン・ウォレス、主婦の友社） 2005
- 『小さな白い車』（ダン・ローズ、田中亜希子共訳、中央公論新社） 2005
- 『小説ノアの箱船』（デイヴィッド・メイン、ソニー・マガジンズ） 2005
- 『メジャーリーグ、メキシコへ行く メキシカンリーグの時代』（マーク・ワインガードナー、東京創元社） 2005
- 『グッバイ、ホワイトホース』（シンシア・D・グラント、圷香織共訳、光文社） 2005
- 『四月の痛み』（フランク・ターナー・ホロン、大谷真弓共訳、原書房） 2005
- 『犠牲の妖精たち』（ホリー・ブラック、坂本響子共訳、ジュリアン） 2006
- 『幸せな王子』（オスカー・ワイルド、リトルモア） 2006
- 『アイアンマン トライアスロンにかけた17歳の青春』（クリス・クラッチャー、西田登共訳、ポプラ社） 2006
- 『ラスト・ドッグ』（ダニエル・アーランハフト、秋川久美子共訳、ほるぷ出版） 2006
- 『虎の弟子』（ローレンス・イェップ、西田登共訳、あすなろ書房） 2006
- 『大吸血時代』（デイヴィッド・ソズノウスキ、大谷真弓共訳、求龍堂） 2006
- 『かかしと召し使い』（フィリップ・プルマン、理論社） 2006
- 『ブラックストーン・クロニクル』（ジョン・ソール、石田文子共訳、求龍堂） 2006
- 『小鳥たちが見たもの』（ソーニャ・ハートネット、田中亜希子共訳、河出書房新社） 2006
- 『イカルス・ガール』（ヘレン・オイェイェミ、ふなとよし子共訳、産業編集センター） 2006
- 『黙示の海』（ティム・ボウラー、相山夏奏共訳、東京創元社） 2007
- 『ぼくとパパ』（セルジュ・ブロック、講談社） 2007
- 『歩く』（ルイス・サッカー、西田登共訳、講談社） 2007
- 『アイスマーク 赤き王女の剣』（スチュアート・ヒル、中村浩美共訳、ヴィレッジブックス） 2007
- 『武器よさらば』（ヘミングウェイ、光文社古典新訳文庫） 2007
- 『国のない男』（カート・ヴォネガット、日本放送出版協会） 2007
- 『リビアの小さな赤い実』（ヒシャーム・マタール、野沢佳織共訳、ポプラ社） 2007
- 『ツォツィ』（アソル・フガード、中田香共訳、青山出版社） 2007
- 『プークが丘の妖精パック』（キプリング、三辺律子共訳、光文社古典新訳文庫） 2007
- 『ユゴーの不思議な発明』（ブライアン・セルズニック、アスペクト） 2008
- 『バージャック メソポタミアン・ブルーの影』（S・F・サイード、相山夏奏共訳、偕成社） 2008
- 『ターニング・ポイント』1 - 2（デイヴィッド・クラス、西田登共訳、岩崎書店） 2008
- 『トム・ウェイツ 素面の、酔いどれ天使』（パトリック・ハンフリーズ、東邦出版） 2008
- 『スカイシティの秘密 翼のない少年アズの冒険』（ジェイ・エイモリー、圷香織共訳、創元推理文庫） 2008
- 『シュワはここにいた』（ニール・シャスタマン、市川由季子共訳、小峰書店） 2008
- 『わたしの美しい娘 ラプンツェル』（ドナ・ジョー・ナポリ、桑原洋子共訳、ポプラ社）  2008
- 『あの犬が好き』（シャロン・クリーチ、偕成社） 2008
- 『博物館の秘密 トム・スキャッタホーンの大冒険』（ヘンリー・チャンセラー、小林みき共訳、東京書籍） 2009
- 『バウンド -纏足-』（ドナ・ジョー・ナポリ、小林みき共訳、あかね書房） 2009
- 『完全版 最後のユニコーン』（ピーター・S・ビーグル、学習研究社） 2009
- 『ロストブックス 未刊の世界文学案内』（野沢佳織, 築地誠子共訳、晶文社） 2009
- 『アイスマーク2 炎の刻印』（スチュアート・ヒル、中村浩美共訳、ヴィレッジブックス） 2009
- 『グリーンワールド』上・下（ドゥーガル・ディクソン、大谷真弓共訳、ダイヤモンド社） 2010
- 『デビルズ・キス テンプル騎士団の少女』（サルワット・チャダ、メディアファクトリー） 2010
- 『スタッズ・ターケル自伝』（スタッズ・ターケル、築地誠子, 野沢佳織共訳、原書房） 2010
- 『幻の国を売った詐欺師』（デイヴィッド・シンクレア、石田文子共訳、清流出版） 2010
- 『バージャック アウトローの掟』（S・F・サイード、田口智子絵、相山夏奏共訳、偕成社） 2011
- 『ハートブレイカーズ 失恋に効く28のルール』（パメラ・ウェルズ、アスキー・メディアワークス） 2011
- 『刑務所図書館の人びと ハーバードを出て司書になった男の日記』（アヴィ・スタインバーグ、野沢佳織共訳、柏書房） 2011
- 『エドガー・ソーテル物語』（デイヴィッド・ロブレスキー、NHK出版） 2011
- 『サウスポー』（ジュディス・ヴィオースト、はたこうしろう絵、文溪堂） 2011
- 『スエズ運河を消せ - トリックで戦った男たち』（デヴィッド・フィッシャー、杉田七重共訳、柏書房） 2011
- 『転落少女と36の必読書』上・下（マリーシャ・ペスル、野沢佳織共訳、講談社） 2011
- 『花言葉をさがして』（ヴァネッサ・ディフェンバー、西田佳子共訳、ポプラ社） 2011
- 『神の左手』（ポール・ホフマン、講談社） 2011
- 『悪魔の右手』（ポール・ホフマン、井上里共訳、講談社） 2012
- 『ジョン万次郎 海を渡ったサムライ魂』（マージー・プロイス、集英社） 2012
- 『南から来た男 ホラー短編集2』（ロアルド・ダールほか、岩波書店） 2012
- 『路上の文豪、酔いどれジョナサンの「幻の傑作」』（ニック・フリン、中村浩美共訳、イースト・プレス） 2012
- 『ガール・イン・レッド』（アーロン・フリッシュ、ロベルト・インノチェンティ絵、西村書店） 2013
- 『新装版 ピノキオの冒険』（カルロ・コッローディ、ロベルト・インノチェンティ絵、西村書店） 2013
- 『こども部屋のアリス』（ルイス・キャロル、清川あさみ絵、新津保建秀写真、リトルモア） 2013
- 『ゴリアテ』（トム・ゴールド、パイインターナショナル） 2013
- 『ゾンビvsロボット』（クリス・リアル、アシュレイ・ウッド絵、パイインターナショナル） 2013
- 『人生なんて、そんなものさ カート・ヴォネガットの生涯』（チャールズ・J・シールズ、桑原洋子, 野沢佳織共訳、柏書房） 2013
- 『さよならを待つふたりのために』（ジョン・グリーン、竹内茜共訳、岩波書店） 2013
- 『ヴェルヌの「八十日間世界一周」に挑む - 4万5千キロを競ったふたりの女性記者』（マシュー・グッドマン、井上里共訳、柏書房） 2013
- 『スヌーピーとしあわせの毛布』（チャールズ・M・シュルツ、小峰書店） 2013
- 『わたしはマララ 教育のために立ち上がり、タリバンに撃たれた少女』（マララ・ユスフザイ, クリスティーナ・ラム、西田佳子共訳、学研マーケティング） 2013
- 『クジラにあいたいときは』（ジュリー・フォリアーノ、エリン・E・ステッド絵、講談社）2014
- 『ヴィジュアル・ストーリー ポー怪奇幻想集1・2 赤の怪奇』（E・A・ポー、ダビッド・ガルシア・フォレス絵、原書房）2014
- 『ENDGAME – THE CALLING エンドゲーム ―コーリング―』（ジェイムズ・フレイ、ニルスジョンソン＝シェルトン、井上里共訳、学研マーケティング）2014
- 『天使の羽ばたき』（ポール・ホフマン、井上里共訳、講談社）2014
- 『天才たちの日課 クリエイティブな人々の必ずしもクリエイティブでない日々』（メイソン・カリー、石田文子共訳、フィルムアート社）2014

- 『マンデー・モーニング』（サンジェイ・グプタ、小林みき共訳、柏書房）2015
- 『あ、はるだね』（ジュリー・フォリアーノ、エリン・E・ステッド絵、講談社）2015
- 『シートン動物記 狼王ロボ』（アーネスト・T・シートン、清川あさみ絵、新良太写真、リトルモア）2015
- 『ハリス・バーディック年代記 14のものすごいものがたり』（C・V・オールズバーグほか、村上春樹ほか共訳、河出書房新社）2015
- 『じどうしゃトロット』（ユリ・シュルヴィッツ、そうえん社）2015
- 『クローザー マリアノ・リベラ自伝』（マリアノ・リベラ、ウェイン・コフィー、樋渡正人共訳、作品社）2015
- 『もう、ねるんだってば！』（ジョリ・ジョン、ベンジ・デイヴィス絵、そうえん社）2015

- 『道化と王』（ローズ・トレメイン、小林みき共訳、柏書房）2016
- 『メディチ家の紋章』上・下（テリーザ・ブレスリン、秋川久美子共訳、小峰書店）2016
- 『ジャングル・ブック』（ラドヤード・キプリング、井上里共訳、文藝春秋（監訳））2016
- 『夢にめざめる世界』（ロブ・ゴンサルヴェス、ほるぷ出版）2016
- 『フォックスクラフト1 アイラと憑かれし者たち』（インバリ・イセーレス、井上里共訳、静山社）2016
- 『アルバート、故郷に帰る 両親と1匹のワニがぼくに教えてくれた、大切なこと』（ホーマー・ヒッカム、西田佳子共訳、ハーパーコリンズ・ジャパン）2016
- 『大人のためのコミック版世界文学傑作選』上・下（ラス・キック編、いそっぷ社）2016
- 『スーパートラック』（スティーヴン・サヴェッジ、講談社）2016
- 『ぼくらは壁を飛びこえて～サーカスでつながる人種・民族・宗教～』（シンシア・レヴィンソン、文渓堂）2016

- 『文学効能事典 あなたの悩みに効く小説』（エラ・バーサド、スーザン・エルダキン、石田文子共訳、フィルムアート社）2017
- 『僕には世界がふたつある』（ニール・シャスタマン、西田佳子共訳、集英社）2017
- 『ぼくとあいつと瀕死の彼女』（ジェシー・アンドリューズ、ポプラ社）2017
- 『わたしの名前は「本」』（ジョン・アガード、ニール・パッカー絵、フィルムアート社）2017
- 『アティカス、冒険と人生をくれた犬』（トム・ライアン、井上里共訳、集英社インターナショナル）2017
- 『ナチスに挑戦した少年たち』（フィリップ・フーズ、小学館）2018
- 『このサンドイッチ、マヨネーズ忘れてる／ハプワース16、1924年』（J・D・サリンジャー、新潮社）2018
- 『リズムがみえる』（トヨミ・アイガス、ミシェル・ウッド絵、サウザンブックス社、ピーター・バラカン監修）2018
- 『ディケンズ ショートセレクション ヒイラギ荘の小さな恋』（チャールズ・ディケンズ、ヨシタケ シンスケ絵、理論社）2018
- 『ソロー『森の生活』を漫画で読む』（ヘンリー・デイヴィッド・ソロー、ジョン・ポーサリーノ絵、いそっぷ社）2018
- 『ネルソン・マンデラ その世界と魂の記録』（ロジャー・フリードマン、ベニー・グール写真、松浦直美共訳、西村書店）2018
- 『帰還 父と息子を分かつ国』（ヒシャーム・マタール、野沢佳織共訳、人文書院）2018
- 『The Wes Anderson Collection: メイキングブック 犬ヶ島』（ローレン・ウィルフォード、ライアン・スティーヴンソン、フィルムアート社）2019
- 『ドーナツのあなのはなし』（パット・ミラー、ヴィンセント・Ｘ・キルシュ絵、廣済堂あかつき）2019
- 『アウシュヴィッツのタトゥー係』（ヘザー・モリス、笹山裕子共訳、双葉社）2019
- 『天才たちの日課 女性編 自由な彼女たちの必ずしも自由でない日常』（メイソン・カリー、石田文子共訳、フィルムアート社）2019
- 『ふたりの約束 アウシュヴィッツの3つの金貨』（プニーナ・ツヴィ、マーギー・ウォルフ、イザベル・カーディナル絵、西村書店）2020
- 『チェスタトン ショートセレクション ブラウン神父 呪いの書』（チェスタトン、ヨシタケ シンスケ絵、理論社）2020
- 『ぼくのしましまテッド』（テリーサ・ヒーピー、ケイティ・クレミンソン絵、NHK出版）2020
- 『ドリトル先生アフリカへ行く』（ヒュー・ロフティング、藤嶋桂子共訳、竹書房）2020
- 『わたしの全てのわたしたち』（サラ・クロッサン、最果タヒ共訳、ハーパーコリンズ・ジャパン）2020
- 『男の子でもできること みんなの未来とねがい』（国際NGOプラン・インターナショナル、西村書店）2020
- 『闇のシャイニング ～リリヤの恐怖図書館』（スティーヴン・キング、白石朗 他共訳、扶桑社、短編内エドガー・アラン・ポーの「告げ口心臓」を担当）2020
- 『子どもの本の世界を変えたニューベリーの物語』（ミシェル・マーケル、ナンシー・カーペンター絵、西村書店）2020
- 『ロイヤルシアターの幽霊たち』（ジェラルディン マコックラン、吉原菜穂共訳、小学館）2020
- 『世界で読み継がれる子どもの本100』（コリン・ソルター、安納令奈共訳、原書房）2020
- 『十五匹の犬』（アンドレ・アレクシス、田中亜希子共訳、東宣出版）2020
- 『世界でいちばん幸せな男: 101歳、アウシュヴィッツ生存者が語る美しい人生の見つけ方』（エディ・ジェイク、河出書房新社）2021
- 『顔のない花嫁』（K. R. アレグザンダー、小松かほ共訳、小学館）2021
- 『湖の中のレイチェル』（K. R. アレグザンダー、小松かほ共訳、小学館）2021
- 『ロボベイビー』」（デイヴィッド・ウィーズナー、BL出版）2021
- 『木のロボットと 丸太のおひめさまの だいぼうけん』（トム・ゴールド、松山美保共訳、ほるぷ出版）2021
- 『小さな手 ホラー短編集4』（カポーティ、スティーヴンソン、キプリングほか、佐竹美保絵、岩波書店）2022
- 『オスカー・ワイルド ショートセレクション 幸せな王子』（オスカー・ワイルド、ヨシタケ シンスケ絵、理論社）2022
- 『ドリトル先生航海記』（ヒュー・ロフティング、藤嶋桂子共訳、竹書房）2022
- 『スカンダーと奪われたユニコーン』（A・F・ステッドマン、吉原菜穂共訳、潮出版社）2022
- 『戦争が町にやってくる』（ロマナ・ロマニーシン、アンドリー・レシヴ、ブロンズ新社）2022
- 『読者に憐れみを ヴォネガットが教える「書くことについて」』（カート・ヴォネガット、スザンヌ・マッコーネル、石田文子共訳、フィルムアート社）2022
- 『帰りたい』（カミーラ・シャムジー、安納令奈共訳、白水社）2022
- 『彼女の思い出/逆さまの森』（J・D・サリンジャー、新潮社）2022
- 『冬の王１ 熊と小夜鳴鳥』（キャサリン・アーデン、野沢佳織共訳、東京創元社）2022

### ロバート・ウェストール
- 『かかし 今、やつらがやってくる』（ロバート・ウェストール、福武書店） 1987
- 『ブラッカムの爆撃機』（ロバート・ウェストール、福武書店） 1990
『ブラッカムの爆撃機』（ロバート・ウェストール、宮崎駿編、岩波書店）
- 『ゴーストアビー』（ロバート・ウェストール、あかね書房） 2009
- 『水深五尋』（ロバート・ウェストール、野沢佳織共訳、岩波書店） 2009

### パトリシア・マクラクラン
- 『のっぽのサラ』（パトリシア・マクラクラン、福武書店） 1987、のち徳間書店 2003
- 『明日のまほうつかい』（パトリシア・マクラクラン、福武書店） 1989
- 『海の魔法使い』（パトリシア・マクラクラン、あかね書房） 2000

### ジュマーク・ハイウォーター
- 『アンパオ 太陽と月と大地の物語』（ジュマーク・ハイウォーター、福武書店） 1988
- 『滅びの符号 太陽の帝国アステカの終焉』（ジュマーク・ハイウォーター、渡辺了介共訳、福武書店） 1991

#### 「<幻の馬>物語」シリーズ
- 『伝説の日々 <幻の馬>物語 vol.1』（ジュマーク・ハイウォーター、福武書店） 1989
- 『汚れなき儀式 <幻の馬>物語 vol.2』（ジュマーク・ハイウォーター、福武書店） 1989
- 『暁の星をおびて <幻の馬>物語 vol.3』（ジュマーク・ハイウォーター、福武書店） 1989

### アレン・シャープ
- 『死の罠』（アレン・シャープ、マガジンハウス） 1989
- 『ダーティーダラーズ』（アレン・シャープ、マガジンハウス） 1989
- 『レシュカの伝説』（アレン・シャープ、マガジンハウス） 1989

### スーザン・プライス
- 『ゴースト・ドラム 北の魔法の物語』（スーザン・プライス、福武書店） 1991
- 『エルフギフト』（スーザン・プライス、ポプラ社） 2002
- 『500年のトンネル』（スーザン・プライス、中村浩美共訳、創元推理文庫） 2003
- 『500年の恋人』（スーザン・プライス、中村浩美共訳、東京創元社） 2010
- 『ゴーストソング』（スーザン・プライス、サウザンブックス社）2020
- 『ゴーストダンス』（スーザン・プライス、サウザンブックス社）2020

### ロブ・ルイス
- 『ちいさなひつじフリスカ』（ロブ・ルイス、ほるぷ出版） 1991
- 『ふたりはおとしごろ』（ロブ・ルイス、ほるぷ出版） 1993
- 『トレバーはおかたづけ』（ロブ・ルイス、ほるぷ出版） 1994
- 『おじいちゃんだいすき』（ロブ・ルイス、ほるぷ出版） 1997
- 『おじいちゃんとかくれんぼ』（ロブ・ルイス、ほるぷ出版） 1997

### トニー・ロス
- 『おまるがない!』（トニー・ロス、偕成社） 1993
- 『はやくなりたいな!』（トニー・ロス、偕成社） 1994
- 『ごはんまあだ?』（トニー・ロス、偕成社） 1995
- 『おてんき』（トニー・ロス、偕成社、ちいさなおひめさま1） 1995
- 『ちいさな ともだち』（トニー・ロス、偕成社、ちいさなおひめさま2） 1995
- 『かたち いろいろ』（トニー・ロス、偕成社、ちいさなおひめさま3） 1995
- 『おやすみのじかん』（トニー・ロス、偕成社、ちいさなおひめさま4） 1995
- 『びっくりめちゃくちゃビッグなんてこわくない』（トニー・ロス、小峰書店） 2000
- 『はらぺこおおかみと7ひきのこやぎ』（トニー・ロス、小峰書店） 2001

### ディック・キング＝スミス
- 『ゆうかんなハリネズミ マックス』（D・キング=スミス、あかね書房） 1994
- 『トラねこマーチンねずみをかう』（D・キング=スミス、あかね書房） 1996
- 『ゴッドハンガーの森』（ディック・キング＝スミス、講談社） 1998
- 『おふろのなかからモンスター』（ディック・キング=スミス、講談社） 2000

### シド・フライシュマン
- 『マクブルームさんのすてきな畑』（S・フライシュマン、あかね書房） 1994
- 『マクブルームさんのへんてこ動物園』（S・フライシュマン、長滝谷富貴子共訳、あかね書房） 1996
- 『Gold rush! ぼくと相棒のすてきな冒険』（シド・フライシュマン、市川由季子共訳、ポプラ社） 2006

### シャーマン・アレクシー
- 『リザベーション・ブルース』（シャーマン・アレクシー、東京創元社） 1998
- 『インディアン・キラー』（シャーマン・アレクシー、東京創元社） 1999
- 『ローン・レンジャーとトント、天国で殴り合う』（アレクシー、小川美紀共訳、東京創元社） 1999

### ジェラルディン・マコックラン
- 『不思議を売る男』（ジェラルディン・マコーリアン、偕成社） 1998
- 『世界はおわらない』（ジェラルディン・マコックラン、段木ちひろ共訳、主婦の友社）  2006
- 『空からおちてきた男』（ジェラルディン・マコックラン、偕成社） 2007
- 『シェイクスピア物語集 知っておきたい代表作10』（ジェラルディン・マコックラン、偕成社） 2009
- 『ペッパー・ルーと死の天使』（ジェラルディン・マコックラン、佐竹美保絵、偕成社） 2012

### アヴィ
- 『ポピー ミミズクの森をぬけて』（アヴィ、あかね書房） 1998
- 『ポピーとライ 新たなる旅立ち』（アヴィ、あかね書房） 2000
- 『クリスマスの天使』（アヴィ、講談社） 2002
- 『クリスピン』（アヴィ、求龍堂） 2003

### フランチェスカ・リア・ブロック
- 『“少女神"第9号』（フランチェスカ・リア・ブロック、理論社） 2000
- 『ヴァイオレット＆クレア』（フランチェスカ・リア・ブロック、主婦の友社） 2003
- 『人魚の涙 天使の翼』（フランチェスカ・リア・ブロック、小川美紀共訳、主婦の友社） 2003
- 『薔薇と野獣』（フランチェスカ・リア・ブロック、小川美紀共訳、東京創元社） 2003
- 『ひかりのあめ』（フランチェスカ・リア・ブロック、田中亜希子共訳、主婦の友社） 2004

#### 「ウィーツィ・バット ブックス」
- 『ウィーツィ・バット』（フランチェスカ・リア・ブロック（英語版）、小川美紀共訳、東京創元社、ウィーツィ・バットブックス1）、のち文庫 2002
- 『ウィッチ・ベイビ』（フランチェスカ・リア・ブロック、小川美紀共訳、東京創元社、ウィーツィ・バットブックス2）、のち文庫 2002
- 『チェロキー・バット』（フランチェスカ・リア・ブロック、小川美紀共訳、東京創元社、ウィーツィ・バットブックス3）、のち文庫 2002
- 『エンジェル・フアン』（フランチェスカ・リア・ブロック、小川美紀共訳、東京創元社、ウィーツィ・バットブックス4）、のち文庫 2002
- 『ベイビー・ビバップ』（フランチェスカ・リア・ブロック、小川美紀共訳、東京創元社、ウィーツィ・バットブックス5）、のち文庫 2002
- 『キスで作ったネックレス』（フランチェスカ・リア・ブロック、小川美紀共訳、東京創元社、ウィーツィ・バットブックス）2008

### 「マインド・スパイラル」シリーズ
- 『スクランブル・マインド : 時空の扉』（キャロル・マタス, ペリー・ノーデルマン、代田亜香子共訳、あかね書房、マインド・スパイラル1） 2001
- 『ミッシング・マインド : はじまりの記憶』（キャロル・マタス, ペリー・ノーデルマン、代田亜香子共訳、あかね書房、マインド・スパイラル2） 2001
- 『マーヴェラス・マインド : 光輝く闇』（キャロル・マタス, ペリー・ノーデルマン、代田亜香子共訳、あかね書房、マインド・スパイラル3） 2002
- 『エターナル・マインド : 果てなき世界』（キャロル・マタス, ペリー・ノーデルマン、代田亜香子共訳、あかね書房、マインド・スパイラル4） 2002

### クリフ・マクニッシュ
- 『ゴーストハウス』（クリフ・マクニッシュ、松山美保共訳、理論社） 2007
- 『暗黒天使メストラール』（クリフ・マクニッシュ、松山美保共訳、理論社） 2008

#### 「レイチェル」シリーズ
- 『レイチェルと滅びの呪文』（クリフ・マクニッシュ、理論社）、のち改題『魔法少女レイチェル - 滅びの呪文』上・下（フォア文庫）
- 『レイチェルと魔法の匂い』（クリフ・マクニッシュ、理論社）、のち改題『魔法少女レイチェル - 魔法の匂い』上・下（フォア文庫）
- 『レイチェルと魔導師の誓い』（クリフ・マクニッシュ、松山美保共訳、理論社） 2002

#### 「シルバーチャイルド」シリーズ
- 『シルバーチャイルド1 ミロと6人の守り手』（クリフ・マクニッシュ、中村浩美共訳、理論社） 2006
- 『シルバーチャイルド2 怪物ロアの襲来』（クリフ・マクニッシュ、中村浩美共訳、理論社） 2006
- 『シルバーチャイルド3 目覚めよ! 小さき戦士たち』（クリフ・マクニッシュ、中村浩美共訳、理論社） 2006

### アレックス・シアラー
- 『青空のむこう』（アレックス・シアラー、求龍堂） 2002
- 『13ヵ月と13週と13日と満月の夜』（アレックス・シアラー、求竜堂） 2003
- 『海のはてまで連れてって』（アレックス・シアラー、ダイヤモンド社） 2004
- 『チョコレート・アンダーグラウンド』（アレックス・シアラー、求龍堂） 2004 - 日本でアニメ、マンガ化
- 『ミッシング 森に消えたジョナ』（アレックス・シアラー、竹書房） 2005
- 『世界でたったひとりの子』（アレックス・シアラー、竹書房） 2005
- 『ラベルのない缶詰をめぐる冒険』（アレックス・シアラー、竹書房） 2007
- 『あの雲を追いかけて』（アレックス・シアラー、秋川久美子共訳、竹書房） 2012
- 『This is the Life』（アレックス・シアラー、中村浩美共訳、求龍堂）2014
- 『骨董通りの幽霊省』（アレックス・シアラー、西本かおる共訳、竹書房）2016

- 『ガラスの封筒と海と』（アレックス・シアラー、西本かおる共訳、求龍堂）2017

### 「プリンセス・ダイアリー」シリーズ
- 『プリンセス・ダイアリー』（メグ・キャボット、代田亜香子共訳、河出書房新社） 2002、のち文庫 2006
- 『プリンセス・ダイアリー ラブレター騒動篇』（メグ・キャボット、代田亜香子共訳、河出書房新社） 2002、のち文庫 2006
- 『プリンセス・ダイアリー 恋するプリンセス篇』（メグ・キャボット、代田亜香子共訳、河出書房新社） 2003、のち文庫 2006

### ブルース・コウヴィル
- 『ジェレミーとドラゴンの卵』（ブルース・コウヴィル、講談社） 2003
- 『ジェニファーと不思議なカエル』（ブルース・コウヴィル、講談社） 2003
- 『ラッセルとモンスターの指輪』（ブルース・コウヴィル、大谷真弓共訳、講談社） 2003
- 『チャーリーと真実のどくろ』（ブルース・コウヴィル、大谷真弓共訳、講談社） 2004

### デイヴィッド・アーモンド
- 『ヘヴンアイズ』（デイヴィッド・アーモンド、河出書房新社） 2003、のち新装版 2010
- 『火を喰う者たち』（デイヴィッド・アーモンド、河出書房新社） 2005
- 『星を数えて』（デイヴィッド・アーモンド、河出書房新社） 2006
- 『クレイ』（デイヴィッド・アーモンド、河出書房新社） 2007
- 『パパはバードマン』（デイヴィッド・アーモンド、ポリー・ダンバー絵、フレーベル館） 2011

### ニール・ゲイマン
- 『コララインとボタンの魔女』（ニール・ゲイマン、中村浩美共訳、角川書店） 2003
『コララインとボタンの魔女』（ニール・ゲイマン、中村浩美共訳、角川書店） 2010
- 『アナンシの血脈』上・下（ニール・ゲイマン、角川書店） 2006
- 『グッド・オーメンズ』（ニール・ゲイマン, テリー・プラチェット、石田文子共訳、角川書店） 2007
『グッド・オーメンズ 上・下』（ニール・ゲイマン、テリー・プラチェット、石田文子共訳、KADOKAWA）2019
- 『スターダスト』（ニール・ゲイマン、野沢佳織共訳、角川文庫） 2007
- 『アメリカン・ゴッズ』上・下（ニール・ゲイマン、野沢佳織共訳、角川書店） 2009
- 『壊れやすいもの』（ニール・ゲイマン、野沢佳織共訳、角川書店） 2009
『壊れやすいもの』（ニール・ゲイマン、野沢佳織共訳、KADOKAWA）2019
- 『墓場の少年 - ノーボディ・オーエンズの奇妙な生活』（ニール・ゲイマン、角川書店） 2010
『墓場の少年 ノーボディ・オーエンズの奇妙な生活』（ニール・ゲイマン、KADOKAWA）2019
- 『物語 北欧神話 上・下』（ニール・ゲイマン、野沢佳織共訳、原書房）2019

### 「盗神伝」シリーズ
- 『盗神伝1 ハミアテスの約束』（メーガン・ウェイレン・ターナー、宮坂宏美共訳、あかね書房） 2003
- 『盗神伝2 アトリアの女王(前篇） - 復讐』（メーガン・ウェイレン・ターナー、宮坂宏美共訳、あかね書房） 2003
- 『盗神伝3 アトリアの女王(後篇） - 告白』（メーガン・ウェイレン・ターナー、宮坂宏美共訳、あかね書房） 2003
- 『盗神伝4 新しき王(前篇) - 孤立』（メーガン・ウェイレン・ターナー、宮坂宏美共訳、あかね書房） 2006
- 『盗神伝5 新しき王(後篇) - 栄光』（メーガン・ウェイレン・ターナー、宮坂宏美共訳、あかね書房） 2006

### ジョナサン・ストラウド
- 『勇者の谷』（ジョナサン・ストラウド、松山美保共訳、理論社） 2009
- 『スカーレットとブラウン あぶないダークヒーロー』（ジョナサン・ストラウド、松山美保共訳、静山社）2021
- 『ノトーリアス スカーレット＆ブラウン2』（ジョナサン・ストラウド、松山美保共訳、静山社）2024

#### 「バーティミアス」シリーズ
- 『バーティミアス サマルカンドの秘宝』（ジョナサン・ストラウド、松山美保共訳、理論社） 2003
- 『バーティミアスII ゴーレムの眼』（ジョナサン・ストラウド、松山美保共訳、理論社） 2004
- 『バーティミアスIII プトレマイオスの門』（ジョナサン・ストラウド、松山美保共訳、理論社） 2005
- 『バーティミアス外伝 ソロモンの指輪』（ジョナサン・ストラウド、松山美保共訳、理論社） 2012

#### 「ロックウッド除霊探偵局」シリーズ
- 『ロックウッド除霊探偵局 霊を呼ぶペンダント』上・下（ジョナサン・ストラウド、松山美保共訳、小学館） 2015
- 『ロックウッド除霊探偵局 人骨鏡の謎』上・下（ジョナサン・ストラウド、松山美保共訳、小学館） 2015

### E・L・カニグズバーグ
- 『スカイラー通り19番地』（E・L・カニグズバーグ、岩波書店） 2004
- 『エリコの丘から』改版（E・L・カニグズバーグ、小島希里共訳、岩波少年文庫） 2004
- 『ティーパーティーの謎』改版（カニグズバーグ、小島希里共訳、岩波少年文庫） 2005
- 『800番への旅』改版（カニグズバーグ、小島希里共訳、岩波少年文庫） 2005
- 『ムーンレディの記憶』（E・L・カニグズバーグ、岩波書店） 2008

### ジェフリー・フォード
- 『白い果実』（ジェフリー・フォード、山尾悠子, 谷垣暁美共訳、国書刊行会） 2004
- 『記憶の書』（ジェフリー・フォード、貞奴, 谷垣暁美共訳、国書刊行会） 2007
- 『緑のヴェール』（ジェフリー・フォード、貞奴, 谷垣暁美共訳、国書刊行会） 2008

### セーラ・L・トムソン
- 『終わらない夜』（セーラ・L・トムソン、ほるぷ出版） 2005
- 『真昼の夢』（セーラ・L・トムソン、ほるぷ出版） 2006
- 『どこでもない場所』（セーラ・L・トムソン、ロブ・ゴンサルヴェス絵、ほるぷ出版） 2010

### 「トロール」シリーズ
- 『トロール・ミル 上 不気味な警告』（キャサリン・ラングリッシュ、杉田七重共訳、あかね書房） 2005
- 『トロール・ミル 下 ふたたび地下王国へ』（キャサリン・ラングリッシュ、杉田七重共訳、あかね書房） 2005
- 『トロール・フェル 上 金のゴブレットのゆくえ』（キャサリン・ラングリッシュ、杉田七重共訳、あかね書房） 2005
- 『トロール・フェル 下 地底王国への扉』（キャサリン・ラングリッシュ、杉田七重共訳、あかね書房） 2005
- 『トロール・ブラッド 上 呪われた船』（キャサリン・ラングリッシュ、杉田七重共訳、あかね書房） 2008
- 『トロール・ブラッド 下 長い旅路の果て』（キャサリン・ラングリッシュ、杉田七重共訳、あかね書房） 2008

### リック・リオーダン

#### 「パーシー・ジャクソンとオリンポスの神々」シリーズ
- 『パーシー・ジャクソンとオリンポスの神々1 盗まれた雷撃』（リック・リオーダン、小林みき共訳、ほるぷ出版） 2005
- 『パーシー・ジャクソンとオリンポスの神々2 魔海の冒険』（リック・リオーダン、小林みき共訳、ほるぷ出版） 2006
- 『パーシー・ジャクソンとオリンポスの神々3 タイタンの呪い』（リック・リオーダン、小林みき共訳、ほるぷ出版） 2007
- 『パーシー・ジャクソンとオリンポスの神々4 迷宮の戦い』（リック・リオーダン、小林みき共訳、ほるぷ出版） 2008
- 『パーシー・ジャクソンとオリンポスの神々5 最後の神』（リック・リオーダン、小林みき共訳、ほるぷ出版） 2009
- 『パーシー・ジャクソンとオリンポスの神々 外伝 ハデスの剣』（リック・リオーダン、小林みき共訳、ほるぷ出版） 2010

#### 「オリンポスの神々と7人の英雄」シリーズ
- 『オリンポスの神々と7人の英雄1 消えた英雄』（リック・リオーダン、小林みき共訳、ほるぷ出版） 2011
- 『オリンポスの神々と7人の英雄2 海神の息子』（リック・リオーダン、小林みき共訳、ほるぷ出版） 2012
- 『オリンポスの神々と7人の英雄3 アテナの印』（リック・リオーダン、小林みき共訳、ほるぷ出版） 2013
- 『オリンポスの神々と7人の英雄4 ハデスの館』（リック・リオーダン、小林みき共訳、ほるぷ出版） 2014
- 『オリンポスの神々と7人の英雄5 最後の航海』（リック・リオーダン、小林みき共訳、ほるぷ出版） 2015
- 『オリンポスの神々と7人の英雄 外伝 ヘルメスの杖』 （リック・リオーダン、小林みき共訳、ほるぷ出版） 2016

#### 「アポロンと5つの神託」シリーズ
- 『アポロンと5つの神託 1 太陽の転落』（リック・リオーダン、小林みき共訳、ほるぷ出版）2017
- 『アポロンと5つの神託 2 闇の予言』（リック・リオーダン、小林みき共訳、ほるぷ出版）2018
- 『アポロンと5つの神託 3 炎の迷路』（リック・リオーダン、小林みき共訳、ほるぷ出版）2019
- 『アポロンと5つの神託 4 傲慢王の墓』（リック・リオーダン、小林みき共訳、ほるぷ出版）2020
- 『アポロンと5つの神託 5 太陽の神』（リック・リオーダン、小林みき共訳、ほるぷ出版）2021

### 「エリオン国物語」シリーズ
- 『エリオン国物語1 アレクサと秘密の扉』（パトリック・カーマン、小田原智美共訳、アスペクト） 2006
- 『エリオン国物語2 ダークタワーの戦い』（パトリック・カーマン、小田原智美共訳、アスペクト） 2006
- 『エリオン国物語3 テンスシティの奇跡』（パトリック・カーマン、小田原智美共訳、アスペクト） 2006

### 「ウォーリアーズ」シリーズ
- 『ウォーリアーズ1 ファイヤポー、野生にかえる』（エリン・ハンター、高林由香子共訳、小峰書店） 2006
- 『ウォーリアーズ2 ファイヤポー、戦士になる』（エリン・ハンター、高林由香子共訳、小峰書店） 2007
- 『ウォーリアーズ3 ファイヤハートの戦い』（エリン・ハンター、高林由香子共訳、小峰書店） 2007
- 『ウォーリアーズ4 ファイヤハートの挑戦』（エリン・ハンター、高林由香子共訳、小峰書店） 2007
- 『ウォーリアーズ5 ファイヤハートの危機』（エリン・ハンター、高林由香子共訳、小峰書店） 2007
- 『ウォーリアーズ6 ファイヤハートの旅立ち』（エリン・ハンター、高林由香子共訳、小峰書店） 2007

### 「ミッドナイターズ」シリーズ
- 『ミッドナイターズ1 真夜中に生まれし者』（スコット・ウエスターフェルド、大谷真弓共訳、東京書籍） 2007
- 『ミッドナイターズ2 ダークリングの謎』（スコット・ウエスターフェルド、大谷真弓共訳、東京書籍） 2007
- 『ミッドナイターズ3 青い時間の中へ』（スコット・ウエスターフェルド、大谷真弓共訳、東京書籍） 2007

### 「名探偵アガサ＆オービル」シリーズ
- 『名探偵アガサ＆オービル ファイル1 火をはく怪物の謎』（ローラ・J・バーンズ, メリンダ・メッツ、小林みき共訳、文溪堂） 2007
- 『名探偵アガサ＆オービル ファイル2 おばあちゃん誘拐事件』（ローラ・J・バーンズ, メリンダ・メッツ、小林みき共訳、文溪堂） 2007
- 『名探偵アガサ＆オービル ファイル3 伝説の殺人鬼』（ローラ・J・バーンズ, メリンダ・メッツ、小林みき共訳、文溪堂） 2007
- 『名探偵アガサ＆オービル ファイル4 ふたつの顔を持つ男』（ローラ・J・バーンズ, メリンダ・メッツ、小林みき共訳、文溪堂） 2007

### 「魔使い」シリーズ
- 『魔使いの弟子』（ジョゼフ・ディレイニー、田中亜希子共訳、東京創元社、創元ブックランド） 2007
- 『魔使いの呪い』（ジョゼフ・ディレイニー、田中亜希子共訳、東京創元社、創元ブックランド） 2007
- 『魔使いの秘密』（ジョゼフ・ディレイニー、田中亜希子共訳、東京創元社、創元ブックランド） 2008
- 『魔使いの戦い』上・下（ジョゼフ・ディレイニー、田中亜希子共訳、東京創元社、創元ブックランド） 2009
- 『魔使いの過ち』上・下（ジョゼフ・ディレイニー、田中亜希子共訳、東京創元社、創元ブックランド） 2010

### 「ダイヤモンドブラザーズ」シリーズ
- 『ダイヤモンドブラザーズ ケース1 危険なチョコボール』（アンソニー・ホロヴィッツ、天川佳代子, 樋渡正人, 渡邉了介, 西田登共訳、文渓堂） 2009
- 『ダイヤモンドブラザーズ ケース2 裏切りのクジャク』（アンソニー・ホロヴィッツ、天川佳代子, 樋渡正人, 渡邉了介, 西田登共訳、文渓堂） 2009
- 『ダイヤモンドブラザーズ ケース3 逆転のオークション』（アンソニー・ホロヴィッツ、天川佳代子, 樋渡正人, 渡邉了介, 西田登共訳、文渓堂） 2009
- 『ダイヤモンドブラザーズ ケース4 空とぶフランス菓子』（アンソニー・ホロヴィッツ、天川佳代子, 樋渡正人, 渡邉了介, 西田登共訳、文渓堂） 2009
- 『ダイヤモンドブラザーズ ケース5 禁断のクロコダイル』（アンソニー・ホロヴィッツ、天川佳代子, 樋渡正人, 渡邉了介, 西田登共訳、文渓堂） 2009

### 「ユリシーズ・ムーア」シリーズ
- 『ユリシーズ・ムーアと時の扉』（ピエール・ドミニコ バッカラリオ、学習研究社） 2010
- 『ユリシーズ・ムーアとなぞの地図』（ピエール・ドミニコ バッカラリオ、学習研究社） 2010
- 『ユリシーズ・ムーアと鏡の館』（ピエール・ドミニコ バッカラリオ、佐野真奈美, 井上里共訳、学習研究社） 2010
- 『ユリシーズ・ムーアと仮面の島』（ピエールドメニコ・バッカラリオ、佐野真奈美, 井上里共訳、学研パブリッシング、ユリシーズ・ムーア4） 2011
- 『ユリシーズ・ムーアと石の守護者』（ピエールドメニコ・バッカラリオ、佐野真奈美, 井上里共訳、学研パブリッシング、ユリシーズ・ムーア5） 2011
- 『ユリシーズ・ムーアと第一のかぎ』（ピエールドメニコ・バッカラリオ、佐野真奈美, 井上里共訳、学研パブリッシング、ユリシーズ・ムーア6） 2011
- 『ユリシーズ・ムーアと隠された町』（ピエールドメニコ・バッカラリオ、佐野真奈美, 井上里共訳、学研パブリッシング、ユリシーズ・ムーア第2期1） 2012
- 『ユリシーズ・ムーアと雷の使い手』（ピエールドメニコ・バッカラリオ、佐野真奈美, 井上里共訳、学研パブリッシング、ユリシーズ・ムーア第2期2） 2012
- 『ユリシーズ・ムーアとなぞの迷宮』（ピエールドメニコ・バッカラリオ、佐野真奈美, 井上里共訳、学研パブリッシング、ユリシーズ・ムーア第2期3） 2012
- 『ユリシーズ・ムーアと氷の国』（ピエールドメニコ・バッカラリオ、佐野真奈美, 井上里共訳、学研教育出版、ユリシーズ・ムーア第2期4） 2013
- 『ユリシーズ・ムーアと灰の庭』（ピエールドメニコ・バッカラリオ、佐野真奈美, 井上里共訳、学研教育出版、ユリシーズ・ムーア第2期5） 2013
- 『ユリシーズ・ムーアと空想の旅人』（ピエールドメニコ・バッカラリオ、佐野真奈美, 井上里共訳、学研教育出版、ユリシーズ・ムーア第2期6） 2013

### 「シャーロック・ホームズ＆イレギュラーズ」シリーズ
- 『シャーロック・ホームズ＆イレギュラーズ1 消されたサーカスの男』（T・マック, M・シトリン、相山夏奏共訳、文溪堂） 2011
- 『シャーロック・ホームズ＆イレギュラーズ2 冥界からの使者』（T・マック, M・シトリン、相山夏奏共訳、文溪堂） 2011
- 『シャーロック・ホームズ＆イレギュラーズ3 女神ディアーナの暗号』（T・マック, M・シトリン、相山夏奏共訳、文溪堂） 2011
- 『シャーロック・ホームズ＆イレギュラーズ4 最後の対決』（T・マック, M・シトリン、相山夏奏共訳、文溪堂） 2012

### 「冒険島」シリーズ
- 『冒険島1 口ぶえ洞窟の謎』（ヘレン・モス、井上里共訳、メディアファクトリー） 2012
- 『冒険島2 真夜中の幽霊の謎』（ヘレン・モス、井上里共訳、メディアファクトリー） 2012
- 『冒険島3 盗まれた宝の謎』（ヘレン・モス、井上里共訳、メディアファクトリー） 2013

### 「混沌の叫び」シリーズ
- 『混沌の叫び1 心のナイフ』上・下（パトリック・ネス、樋渡正人共訳、東京創元社） 2012
- 『混沌の叫び2 問う者、答える者』上・下（パトリック・ネス、樋渡正人共訳、東京創元社） 2012
- 『混沌の叫び3 人という怪物』上・下（パトリック・ネス、樋渡正人共訳、東京創元社） 2013

### 「シャッター ミー」シリーズ
- 『シャッター ミー』（タヘラ・マフィ、大谷真弓共訳、潮出版社） 2013
- 『シャッター ミー2 アンラヴェル ミー ほんとうのわたし』（タヘラ・マフィ、大谷真弓共訳、潮出版社）2015

- 『シャッター ミー3 イグナイト・ミー 少女の想いは熱く燃えて 上・下』（タヘラ・マフィ、大谷真弓共訳、潮出版社）2020

### ジョン・グリーン
- 『ペーパータウン』（ジョン・グリーン、岩波書店） 2013

- 『アラスカを追いかけて』（ジョン・グリーン、岩波書店）2017
- 『ウィル・グレイソン、ウィル・グレイソン』（ジョン・グリーン、デイヴィッド・レヴィサン、井上里共訳、岩波書店）2017
- 『どこまでも亀』（ジョン・グリーン、岩波書店）2019

### サマセット・モーム
- 『月と六ペンス』（サマセット・モーム、新潮社） 2014
- 『ジゴロとジゴレット モーム傑作選』（サマセット・モーム、新潮社）2015

- 『英国諜報員アシェンデン』（サマセット・モーム、新潮社）2017

- 『人間の絆』上・下（サマセット・モーム、新潮社）2021

### 「タイムライダーズ」シリーズ
- 『タイムライダーズ1・2』（アレックス・スカロウ、樋渡正人共訳、小学館）2014
- 『タイムライダーズ 紀元前6500万年からの逆襲1・2』（アレックス・スカロウ、樋渡正人共訳、小学館）2015
- 『タイムライダーズ 失われた暗号1・2』 （アレックス・スカロウ、樋渡正人共訳、小学館）2015

### トーベン・クールマン
- 『リンドバーグ 空飛ぶネズミの大冒険』（トーベン・クールマン、ブロンズ新社）2015

- 『アームストロング 宙飛ぶネズミの大冒険』（トーベン・クールマン、ブロンズ新社）2017
- 『エジソン ネズミの海底大冒険』（トーベン・クールマン、ブロンズ新社）2019
- 『アインシュタイン 時をかけるネズミの大冒険』（トーベン・クールマン、春陽堂書店）2021

### 「ミス・ペレグリンと奇妙なこどもたち」シリーズ
- 『ミス・ペレグリンと奇妙なこどもたち』上・下（ランサム・リグズ、大谷真弓共訳、潮出版社）2016

- 『ミス・ペレグリンと奇妙なこどもたち2 虚ろな街〈上・下〉』（ランサム・リグズ、大谷真弓共訳、潮出版社）2017
- 『ミス・ペレグリンと奇妙なこどもたち3 魂の図書館〈上・下〉』 （ランサム・リグズ、大谷真弓共訳、潮出版社）2018

### 「マインクラフト」シリーズ
- 『マインクラフト こわれた世界』（トレイシー・バティースト、竹書房）2019
- 『マインクラフト ジ・エンドの詩』（キャサリン・M・ヴァレンテ、松浦直美共訳、竹書房）2020
- 『マインクラフト 勇気の旅』（ジェイソン・フライ、松浦直美共訳 、竹書房）2021
- 『マインクラフト 難破船と人魚の秘密（上・下）』（C.B.リー 、松浦直美、竹書房）2022
- 『マインクラフト 3つの試練』（スイー・デイヴィース、松浦直美、竹書房）2022

### ルーク・ピアソン
- 『ヒルダとトロール』（ルーク・ピアソン、春陽堂書店）2020
- 『ヒルダと真夜中の巨人』（ルーク・ピアソン、春陽堂書店）2020
- 『ヒルダとバードパレード』（ルーク・ピアソン、ブロンズ新社）2021

### 「小学館世界J文学館」シリーズ
- 『アラビアン・ナイト』（ジェラルディン・マコックラン、吉原菜穂共訳、小学館）2022
- 『トム・ソーヤーの冒険』（マーク・トウェイン 、小学館）2022
- 『何かが道をやってくる』（レイ・ブラッドベリ、小学館）2022
- 『機関銃要塞の子どもたち』（ロバート・ウェストール、野沢佳織共訳、小学館）2022
- 『唐突ながら ウディ・アレン自伝』（ウディ・アレン、中西史子共訳、河出書房新社）2022

### 「新・汽車のえほん」シリーズ
- 『ほんとうにやくにたつ機関車』（クリストファー・オードリー、ポプラ社）2023
- 『ジェームスとディーゼル機関車』（クリストファー・オードリー、ポプラ社）2025

## 関連事項
- 岡山県瀬戸内市立図書館には、金原が寄贈した約400タイトルの著書、翻訳書および原著が収蔵されている。現在[いつ?]、著書、翻訳書は登録受入されて書架に配列されているが、原著は整理中で閲覧を希望する際は、図書館職員に申し出る必要がある。